# Pêro Escobar
Pêro Escobar, també conegut com a Pedro Escobar fou un navegant i explorador portuguès del segle xv conegut per haver descobert, junt a João de Santarém les illes de São Tomé i Príncipe, al golf de Guinea.
El 1471, estant al servei del comerciant de Lisboa Fernão Gomes, que tenia una concessió d'exploració de la costa d'Àfrica i del comerç al golf de Guinea, Pêro Escobar ajudà a descobrir el comerç de l'or que hi havia al voltant de la ciutat d'Elmina.
Pêro Escobar també apareix registrat navegant com a acompanyant de Diogo Cão el seu primer viatge, el 1482; com a pilot de la caravel·la Bérrío en l'expedició encapçalada per Vasco da Gama el 1497-99 que descobrí la ruta marítima cap a l'Índia i el 1500 en la flota del descobriment del Brasil, comandada per Pedro Álvares Cabral.